# تاتیانا منشووا
تاتیانا منشووا (انگلیسی: Tatyana Menshova؛ زادهٔ ۲۷ ژانویهٔ ۱۹۷۰) بازیکن والیبال اهل روسیه بود.